# Cody Hodgson
Cody Hodgson (ur. 18 lutego 1990 w Toronto, Ontario) – kanadyjski hokeista, reprezentant Kanady.

## Kariera klubowa
- Markham Waxers Bantam AAA (2004-2005)
- Markham Waxers (2005)
- Markham Waxers Minor Midget AAA (2005-2006)
- Brampton Battalion (2006-2010)
- Manitoba Moose (2009, 2010-2011)
- Vancouver Canucks (2011-2012)
- Buffalo Sabres (2012, 2013-2015)
  -  Rochester Americans (2012-2013)
- Nashville Predators (2015-2016)
  -  Milwaukee Admirals (2015-2016)

Jest wychowankiem klubu Hailburton Huskies. Od 2006 przez cztery sezony grał w juniorskich rozgrywkach OHL w ramach CHL w barwach Brampton Battalion. W międzyczasie w drafcie NHL z 2008 został wybrany przez Vancouver Canucks. W 2009 i w sezonie 2010/2011 grał w zespole farmerskim, w lidze AHL - Manitoba Moose. W drużynie z Vacouver rozegrał niepełny sezon NHL (2011/2012), po czym w lutym 2012 został zawodnikiem Buffalo Sabres i dokończył z nim sezon. Po ogłoszeniu lokautu w sezonie NHL (2012/2013) od września 2012 do stycznia 2013 grał w zespole farmerskim z Rochester. We wrześniu 2013 przedłużył kontrakt z Sabres o sześć lat. Od lipca 2015 do czerwca 2016 zawodnik Nashville Predators. We wrześniu 2016 podjął decyzję o zakończeniu kariery zawodniczej.

## Kariera reprezentacyjna
Został reprezentantem Kanady. Występował w kadrze juniorskiej kraju na mistrzostwach świata do lat 18 w 2008, do lat 20 w 2009. W kadrze seniorskiej uczestniczył w turnieju mistrzostw świata w 2014.

## Sukcesy

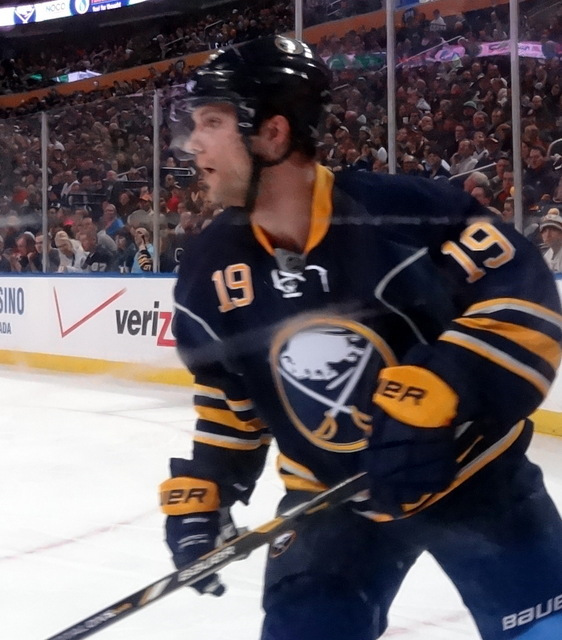
Cody Hodgson w barwach Buffalo Sabres (2013)

Reprezentacyjne
- Złoty medal mistrzostw świata juniorów do lat 18: 2008
- Złoty medal mistrzostw świata juniorów do lat 20: 2009

Klubowe
- Emms Trophy: 2008, 2009 z Brampton Battalion
- Bobby Orr Trophy: 2009 z Brampton Battalion

Indywidualne
- Sezon CHL 2007/2008:
  - CHL Top Prospects Game
- Mistrzostwa świata do lat 18 w hokeju na lodzie mężczyzn 2008/Elita:
  - Dziewiąte miejsce w klasyfikacji asystentów turnieju: 10 asyst
  - Dziewiąte miejsce w klasyfikacji kanadyjskiej turnieju: 12 punktów
  - Jeden z trzech najlepszych zawodników reprezentacji na turnieju
- Sezon OHL i CHL 2008/2009:
  - Pierwszy skład gwiazd OHL
  - Red Tilson Trophy - najwybitniejszy zawodnik OHL
  - William Hanley Trophy - najbardziej uczciwy zawodnik OHL
  - Pierwszy skład gwiazd CHL
  - Zawodnik roku CHL
- Mistrzostwa Świata Juniorów w Hokeju na Lodzie 2009/Elita:
  - Siódme miejsce w klasyfikacji strzelców turnieju: 5 goli[8]
  - Pierwsze miejsce w klasyfikacji asystentów turnieju: 11 asyst[9]
  - Pierwsze miejsce w klasyfikacji kanadyjskiej turnieju: 16 punktów[10]
  - Czwarte miejsce w klasyfikacji +/- turnieju: +8[11]
  - Skład gwiazd turnieju[12]
- Sezon NHL (2011/2012):
  - Najlepszy pierwszoroczniak miesiąca - styczeń 2012
- Mistrzostwa Świata w Hokeju na Lodzie 2014/Elita:
  - Drugie miejsce w klasyfikacji strzelców turnieju: 6 goli
- Mistrzostwa Świata w Hokeju na Lodzie 2014/Elita:
  - Jeden z trzech najlepszych zawodników reprezentacji na turnieju[13]